# Ozothamnus diotophyllus
Ozothamnus diotophyllus là một loài thực vật có hoa trong họ Cúc. Loài này được (F.Muell.) Anderb. mô tả khoa học đầu tiên năm 1991.